# Élections législatives bahaméennes de 2017
Les élections législatives bahaméennes de 2017 ont lieu le 10 mai 2017 afin de renouveler les membres de l'Assemblée des Bahamas.
Le scrutin abouti à une alternance avec la victoire du Mouvement national libre (FNM) sur le Parti libéral progressiste (PLP). Le dirigeant du FNM, Hubert Minnis, remplace Perry Christie au poste de Premier ministre.

## Système politique et électoral
Les Bahamas sont un royaume du Commonwealth, un État pleinement indépendant dans les Caraïbes ayant conservé la reine Élisabeth II comme chef symbolique et cérémoniel de l'État. Cette dernière est représentée par un gouverneur général choisi par le gouvernement bahaméen. C'est une monarchie parlementaire et une démocratie multipartite. 
Le parlement est bicaméral. Sa chambre basse, l'Assemblée, est composée de 39 sièges pourvus pour cinq ans au scrutin uninominal majoritaire à un tour dans autant de circonscriptions. Leur nombre était de 38 aux précédentes élections, avant un redécoupage des circonscriptions en raison de leur évolution démographique. Le premier ministre et ses ministres sont issus de l'Assemblée, qui contrôle l'exécutif. Le vote n'est pas obligatoire.

## Résultats
|                          |                                       |         |        |       |        |               |  |  |  |  |  |  |  |  |
| Parti                    | Parti                                 | Voix    | %      | +/-   | Sièges | +/-           |  |  |  |  |  |  |  |  |
|                          | Mouvement national libre (FNM)        | 91 409  | 56,99  | 14,90 | 35     | 26            |  |  |  |  |  |  |  |  |
|                          | Parti libéral progressiste (PLP)      | 59 253  | 36,94  | 11,68 | 4      | 25            |  |  |  |  |  |  |  |  |
|                          | Alliance nationale démocratique (DNA) | 7 577   | 4,72   | 3,76  | 0      | en stagnation |  |  |  |  |  |  |  |  |
|                          | Parti de la constitution (BCP)        | 315     | 0,20   | 0,14  | 0      | en stagnation |  |  |  |  |  |  |  |  |
|                          | Coalition nationale (BNCP)            | 314     | 0,20   | Nv    | 0      | en stagnation |  |  |  |  |  |  |  |  |
|                          | Mouvement populaire (TPM)             | 200     | 0,12   | Nv    | 0      | en stagnation |  |  |  |  |  |  |  |  |
|                          | Indépendants                          | 1 339   | 0,83   | 0,08  | 0      | 1             |  |  |  |  |  |  |  |  |
|                          |                                       |         |        |       |        |               |  |  |  |  |  |  |  |  |
| Votes valides            | Votes valides                         | 160 407 |        |       |        |               |  |  |  |  |  |  |  |  |
| Votes blancs et nuls     |                                       |         |        |       |        |               |  |  |  |  |  |  |  |  |
| Total                    | Total                                 |         | 100    | -     | 39     | 1             |  |  |  |  |  |  |  |  |
| Abstentions              |                                       |         |        |       |        |               |  |  |  |  |  |  |  |  |
| Inscrits / participation | Inscrits / participation              | 181 543 | ≥88,36 |       |        |               |  |  |  |  |  |  |  |  |